# 歩兵第71連隊
歩兵第71連隊（ほへいだい71れんたい、歩兵第七十一聯隊）は、大日本帝国陸軍の連隊のひとつ。

## 沿革
- 1907年（明治40年）11月1日 - 広島歩兵第11連隊兵営内で事務を開始[1]。
- 1908年（明治41年）

5月8日 - 軍旗拝受
7月21日 - 広島市字西町の元歩兵第41連隊兵営に移転。
- 1925年（大正14年）5月1日 - 宇垣軍縮により廃止される
- 1938年（昭和13年）4月 - 再編成され、ハイラルに移駐
- 1939年（昭和14年）

5月 - ノモンハン事件のため出動
7月24日 - 長野連隊長が戦傷
8月26日 - 森田連隊長が戦死
8月30日 - 軍旗奉焼、ソ連軍に対し総攻撃を実施するがほとんどが戦死する
9月16日 - 停戦協定が成立
10月30日 - 軍旗を再度拝受する。その後チチハルや免渡河に駐屯する
- 1940年（昭和15年）

8月 - 第4師団から第25師団に所属変更、佳木斯に集結
9月 - 錦州に移駐
11月 - 林口県に移駐
- 1944年（昭和19年）

12月 - フィリピンマニラに上陸　　サン・ファビアン海岸に鹿児島県歩兵第71連隊昭和57年3月16日と刻まれた「慰霊之碑」がある。
- 1945年（昭和20年）

4月 - 連隊主力はバギオに移動、アメリカ軍と交戦
6月 - プロク山カバヤ高地に集結
8月 - 終戦
9月13日 - アメリカ軍に投降する

## 歴代連隊長
| 第一次 |          |                         |                |
| 1      | 及部盛種 | 1907.10.22 - 1912.12.10 | 中佐、大佐昇進 |
| 2      | 足立亀治 | 1912.12.10 - 1915.8.10  |                |
| 3      | 岡本茂若 | 1915.8.10 - 1916.8.18   |                |
| 4      | 梅田岩樹 | 1916.8.18 -             |                |
| 5      | 馬場鎮江 | 1920.8.10 - 1923.8.6    |                |
| 6      | 中島虎吉 | 1923.8.6 - 1925.5.1     |                |
| 第二次 |          |                         |                |
| 1      | 岡本徳三 | 1938.4.23 -             |                |
| 2      | 長野栄二 | 1939.7.6 -              |                |
| 3      | 森田徹   | 1939.8.2 - 8.26         | 戦死           |
| 4      | 白浜重任 | 1939.9.5 -              |                |
| 5      | 根岸四   | 1942.8.1 -              |                |
| 6      | 二木栄蔵 | 1944.8.23 -             |                |
| 末     | 林安男   | 1945.4.12 - 7.20        | 戦死           |